# Лопух малый
Лопух малый (лат. Árctium mínus) — травянистое растение, вид рода Лопух семейства Сложноцветные (Compositae).
Двулетнее растение, в первый год жизни образующее небольшую розетку листьев, а на второй год выпускающее цветоносный стебель с розовато-красными цветками, собранными в небольшие соцветия-корзинки, листочки обёртки которых оканчиваются цепкими крючочками.

## Ботаническое описание
Двулетнее травянистое растение 50—150(300) см высотой с толстым мясистым корнем. Стебель прямостоячий, крепкий, зелёный или красноватый, продольно бороздчатый, покрытый короткими сосочковидными, а также немногочисленными железистыми волосками.
Листья яйцевидные, на черешках, нижние — с сердцевидным основанием, с цельным или неправильно зубчатым краем, снизу серо-зелёные, рассеянно опушённые, прикорневые — на полых черешках, верхние стеблевые — яйцевидные, на коротких черешках, с почти усечённым основанием, по краю неправильно зубчатые. Листья до 50 см.
Корзинки собраны в кисть, сидячие или на цветоносах, до 1,5 см в диаметре (с остроконечиями — до 2,5 см), 1,3—1,8 см высотой, изредка со слабым паутинистым опушением. Средние листочки обёртки с внешней стороны прижатоопушённые, в основании до 1 мм шириной, ланцетовидные, с твёрдым крючком на конце, зелёные или слабо краснеющие; внутренние листочки линейные, со слабо выраженным крючочком. Цветки длиннее листочков обёртки, розовато-красные, с фиолетовой, затем красноватой трубкой.
Семянки 4—5 мм длиной, с хохолком до 2 мм, обратноконической формы, буроватые, с более тёмным рисунком.
Наиболее близкий вид — Лопух дубравный (Arctium nemorosum) — отличается более крупными корзинками (более 1,5 см в диаметре, с остроконечиями — до 4 см), внутренние листочки обёрток которых нередко превышают по длине цветки.

## Распространение
Родина растения — Европа и умеренные регионы Западной Азии. Лопух малый завезён в Северную Америку, Южную Америку, Австралию, Новую Зеландию, на Азорские острова.

## Классификация

### Таксономия[3]
Arctium minus (Hill) Bernh., 1800, Syst. Verz. Erf. : 154
Вид Лопух малый относится к роду Лопух  семействa Астровые (Asteraceae) порядка Астроцветные (Asterales). Кладограмма в соответствии с Системой APG IV:
|  |                                      |  |                                   |                                   |                    |  | ещё 10 семейств | ещё 10 семейств |               |  |                         |  | еще 52 подтвержденных и 47 в статусе "непроверенных" видов и инфравидовых таксонов | еще 52 подтвержденных и 47 в статусе "непроверенных" видов и инфравидовых таксонов |  |
|  |                                      |  |                                   |                                   |                    |  | ещё 10 семейств | ещё 10 семейств |               |  |                         |  | еще 52 подтвержденных и 47 в статусе "непроверенных" видов и инфравидовых таксонов | еще 52 подтвержденных и 47 в статусе "непроверенных" видов и инфравидовых таксонов |  |
|  |                                      |  |                                   | порядок Астроцветные              |                    |  |                 |                 | род Лопух     |  |                         |  |                                                                                    |                                                                                    |  |
|  |                                      |  |                                   | порядок Астроцветные              |                    |  |                 |                 | род Лопух     |  | 5 инфравидовых таксонов |  |                                                                                    |                                                                                    |  |
|  | отдел Цветковые, или Покрытосеменные |  |                                   |                                   | семейство Астровые |  |                 |                 | Лопух малый   |  |                         |  |                                                                                    |                                                                                    |  |
|  | отдел Цветковые, или Покрытосеменные |  |                                   |                                   |                    |  |                 |                 |               |  |                         |  |                                                                                    |                                                                                    |  |
|  |                                      |  | ещё 63 порядка цветковых растений | ещё 63 порядка цветковых растений |                    |  |                 | ещё 1804 рода   | ещё 1804 рода |  |                         |  |                                                                                    |                                                                                    |  |
|  |                                      |  |                                   | ещё 63 порядка цветковых растений |                    |  |                 |                 | ещё 1804 рода |  |                         |  |                                                                                    |                                                                                    |  |

### Инфравидовые таксоны
по состоянию на декабрь 2022 г. все таксоны в статусе неподтвержденных
- Arctium minus f. laciniatum  Clute
- Arctium minus f. leucocephalum  House
- Arctium minus f. pallidum  Farw.
- Arctium minus f. tomentosum  (Mill.) Moldenke
- Arctium minus var. corymbosum  Wiegand

### Синонимы
- Arcion minus  Bubani
- Arctium chabertii  Briq. & Cavill.
- Arctium chabertii subsp. aellenianum  Arènes
- Arctium chabertii subsp. balearicum  Arènes
- Arctium chabertii subsp. chabertii
- Arctium chabertii subsp. corsicum  Arènes
- Arctium conglomeratum  Schur ex Nyman
- Arctium euminus  Syme
- Arctium lappa  Kalm
- Arctium minus f. minus
- Arctium minus subsp. minus  (Hill) Bernh.
- Arctium minus var. minus
- Arctium montanum  Schweigg. ex Steud.
- Arctium nemorosum subsp. pubens  (Bab.) Rothm.
- Arctium pubens  Bab.
- Arctium pubens var. pubens
- Arctium tomentosum subsp. pubens  (Bab.) Arènes
- Bardana minor  Hill
- Lappa minor  Hill
- Lappa minor var. minor
- Lappa pubens  (Bab.) Boreau